# Kiss Elemér (matematikus)
Kiss Elemér (Brassó, 1929. augusztus 25. – Marosvásárhely, 2006. augusztus 23.) erdélyi magyar matematikus, tudománytörténész, Bolyai-kutató, az MTA külső tagja.

## Élete és munkássága
A középiskolát Csíkszeredában végezte, majd a kolozsvári Bolyai Tudományegyetemen matematika szakos tanári diplomát szerzett 1951-ben. Marosvásárhelyen és Szászrégenben volt tanár, 1961-től a marosvásárhelyi Pedagógiai Főiskola, majd Almérnöki Főiskola, illetve a Műszaki Egyetem oktatója volt. 1974-ben doktorált a kolozsvári Babeș–Bolyai Tudományegyetemen. Tagja volt a kolozsvári Matematikai Lapok szerkesztőbizottságának.
Életének utolsó tizenöt évében a marosvásárhelyi Teleki–Bolyai Könyvtárban Bolyai János kéziratos hagyatékát tanulmányozva kimutatta, hogy Bolyai a geometrián kívül a számelmélet akkori aktuális kérdéseivel is foglalkozott.
Részt vett az Erdélyi Magyar Tudományegyetem alapításában, és a Sapientia Alapítvány marosvásárhelyi fiókjának első elnöke volt.

## Kitüntetései, díjai
- Nívódíj (MTA, Akadémiai Kiadó)
- Az MTA külső tagja (2001)
- Marosvásárhely díszpolgára (2006)

## Könyvei
- Algebra (egyetemi jegyzet), 1976
- Haladványok, 1984
- Matematikai kincsek Bolyai János kéziratos hagyatékából, Typotex, 1. kiadás: 1999, 2., bővített kiadás: 2005. Online hozzáférés
- Mathematical gems from the Bolyai chests. János Bolyai's discoveries in number theory and algebra as recently deciphered from his manuscripts. Translated by Anikó Csirmaz and Gábor Oláh. Akadémiai Kiadó, Budapest; TypoTeX, Budapest, 1999. 200 pp. ISBN 9630575639
- Újabb fejezetek Bolyai János életművéből, Magyar Tudománytörténeti Intézet-Jedlik Ányos Társaság-Pannon Egyetem, Budapest-Veszprém, 2011, ISBN 978-963-9276-46-8 (Oláh-Gál Róberttel)

## Források

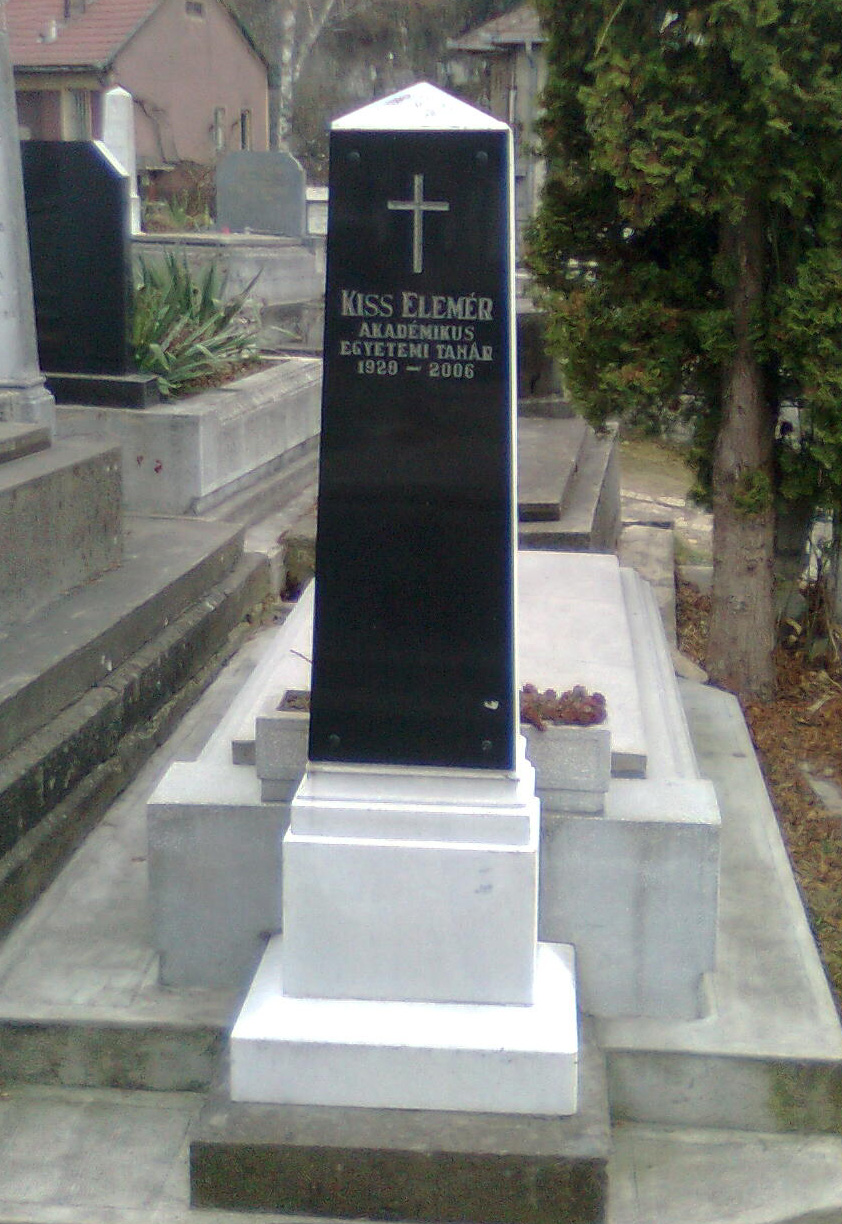
Sírja a marosvásárhelyi katolikus temetőben